# Чечора (притока Хоропуті)
Чечора (біл. Чачора) — річка в Білорусі, в Добруському районі Гомельської області, ліва притока річки Хоропуть (басейн Іпуті).

## Назва
Назва Чечора балтського походження.
Гідронімічні аналоги-литовські річки Kek-upys, Keklys. Річки з назвами Чечора (Kek-, -r-) є також на Подесенні, верхньому Пооч'ї, верхньому Поволжі. В інших балтських гідронімах корінь Kek- розширено іншими розширювачами, як у назвах Чечена, Чечета або Чечель (-n-, -t-, -l-).
Всі ці назви, включаючи назву Чечори, пов'язують з литовським kekė "гроно (горіхів, ягід, квітів)», kekulas "комок", прусським kekars "горох" (в гороховому стручку багато горошин). Вони мають широкі індоєвропейські аналоги.
Близьким чином мотивовані і назви типу Реста, Ректа, Рехта і подібні. Вони пов'язані з балтським позначенням горіха (лит. riešutas, лат. rieksts, пруск. reisis) і далі з литовським rišti, прусський *ristun "зв'язувати" (горіхи ростуть "зв'язками", гронами).
У всіх цих випадках річкові назви мотивовані семантикою ущільнення в результаті стислості. У Балтської гідронімії нерідко є, коли водні назви несуть значення "стискання". Передбачається, що назви з семантикою "стискання" відображають конфігураційні особливості відповідної річки або озера.

## Опис
Довжина річки 8,8 км. Починається за 1 км на північ від агромістечка Перерост, гирло за 1,5 км на північний схід від села Огородня Кузьминицька. Русло від витоку протягом 4 км каналізовано.